# Ingrid Hernández
Ingrid Johana Hernández Castillo (Bogotà, 29 de novembre de 1988) és una atleta colombiana especialista en la disciplina de 20 000 m marxa. És psicòloga de professió.
Va rebre la medalla de bronze en la seva especialitat als Jocs Panamericans de 2011 realitzats a Guadalajara. A nivell sud-americà, ha rebut la medalla d'or al Campionat Sud-americà d'Atletisme de Buenos Aires l'any 2011, on el 5 de juny de 2001, va marcar un temps d'1h32min09s4, va marcar l'actual plusmarca sud-americana en la seva especialitat; a més, va rebre la medalla de plata al Campionat Sud-americà de Marxa realitzat a l'Equador el 2012.
Ha representat al seu país en diverses competències internacionals, entre les quals es troba els Jocs Olímpics de Londres 2012.
El seu entrenador és Giovanni Castro